# Thailand Futures Exchange
Die Thailand Futures Exchange (TFEX) ist eine 2006 gegründete Tochtergesellschaft der Börse Thailand und bietet Futures und Optionen auf Terminkontrakte für Aktienindizes, Zinssätze, Agrarprodukte, Gummi, Energie und Edelmetalle an.

## Geschichte
Sie wurde im Jahr 2006 gegründet und führte als erstes Produkt SET50 Index Futures ein.
Im Jahr 2016 erfolgte eine Fusion mit der Agricultural Futures Exchange of Thailand.